# Batalha de Rorke's Drift
A Batalha de Rorke's Drift, também conhecida como Defesa de Rorke's Drift, foi uma batalha da Guerra Anglo-Zulu. Foi a defesa do entreposto de Rorke's Drift, sob o comando do tenente dos Royal Engineers, John Rouse Merriott Chard, e o tenente Gonville Bromhead, iniciada logo após a derrota britânica na Batalha de Isandlwana em 22 de janeiro de 1879, e terminada no dia seguinte, 23 de janeiro.
Pouco mais de cento e cinquenta soldados britânicos e colonos, conseguiram proteger a guarnição dos intensos ataques do exército de três a quatro mil impis zulus. Os ataques zulus massivos, porém fragmentados, foram repelidos consistentemente, se aproximando de derrotar a pequena guarnição, porém tendo sido interrompidos quando Dabulamanzi kaMpande percebeu que o custo da batalha estava muito alto, e ele desobedecera ordens do rei Cetshwayo kaMpande ao cruzar o rio Buffalo. Onze dos defensores foram condecorados com Cruzes Vitorianas, e outras condecorações foram dadas a tropa. A vitória em Rorke’s Drift serviu para levantar o moral britânico, abalado pela derrota esmagadora na batalha de Isandlwana, e como pretexto para novas expedições em ataque ao território zulu.

## Consequências
Ao amanhecer, os britânicos puderam ver que os zulus haviam partido; tudo o que restou foram os mortos e gravemente feridos. Patrulhas foram enviadas para explorar o campo de batalha, recuperar rifles e procurar sobreviventes, muitos dos quais foram mortos quando encontrados. Por volta das 7h00, um impi zulu apareceu de repente, e os britânicos voltaram a comandar suas posições.
Nenhum ataque se materializou, porque os zulus estavam em movimento seis dias antes da batalha e não comiam direito há dois. Em suas fileiras havia centenas de feridos, e eles estavam a vários dias de marcha de todos os suprimentos.
Por volta das 8h, outra força apareceu, e os defensores deixaram seu café da manhã para manobrar suas posições novamente. No entanto, a força acabou sendo a vanguarda da coluna de socorro de Lord Chelmsford.
Após a batalha, 351 corpos de zulus foram contados, mas estima-se que pelo menos 500 zulus feridos e capturados também possam ter sido massacrados. Tendo testemunhado a carnificina em Isandlwana, os membros da força de socorro de Chelmsford não tiveram misericórdia dos Zulus capturados e feridos que encontraram, nem os defensores da estação. O policial William James Clarke, da Polícia Montada de Natal, descreveu em seu diário que "ao todo enterramos 375 zulus e alguns feridos foram jogados na sepultura. Vendo a maneira como nossos feridos foram mutilados após serem arrastados do hospital ... estávamos muito amargo e não poupou os zulus feridos”. Laband, em seu livro A Resposta Zulu à Invasão Britânica de 1879, aceita a estimativa de 600 que Shepstone tinha dos Zulus.

Samuel Pitt, que serviu como soldado raso na Companhia B durante a batalha, disse ao The Western Mail em 1914 que o número oficial de mortos do inimigo era muito baixo: "Calculamos que tínhamos contabilizado 875, mas os livros dirão 400 ou 500". O tenente Horace Smith-Dorrien, um membro da equipe de Chelmsford, escreveu que no dia seguinte à batalha uma forca improvisada foi usada "para enforcar Zulus que supostamente se comportaram de forma traiçoeira". 